# Карнаго
Карнаго (итал. Carnago) је насеље у Италији у округу Варезе, региону Ломбардија.
Према процени из 2011. у насељу је живело 5354 становника. Насеље се налази на надморској висини од 354 м.

## Становништво
| 1936. | 1951. | 1961. | 1971. | 1981. | 1991. | 2001. | 2011. |
| ----- | ----- | ----- | ----- | ----- | ----- | ----- | ----- |
| 2.255 | 2.768 | 3.642 | 4.564 | 4.569 | 4.999 | 5.639 | 6.502 |